# Imma acrognampta
Imma acrognampta är en fjärilsart som beskrevs av Edward Meyrick 1930. Imma acrognampta ingår i släktet Imma och familjen Immidae. Inga underarter finns listade i Catalogue of Life.